# Volodimir Naumovics Mihanovszkij
Volodimir Naumovics Mihanovszkij Володимир Наумович Михановський (Harkov, 1931. október 2. – 	2019. március 1.) ukrán tudományos-fantasztikus író, költő, műfordító.

## Élete
1954-ben kitüntetéssel fejezte be a Harkovi Egyetem Fizikai és Matematikai karát, ezután felsőbb matematikát és fizikát tanított. 1962-ben költözött Moszkvába. 1963-ban monográfiát jelentetett meg az elméleti fizikáról Электромагнитная дефектоскопия в постоянном и переменном поле (Elektromágneses anyagvizsgálat állandó és váltakozó térben) címmel, orosz nyelven. 1963-ban lett a Szovjet Írószövetség tagja. 1969-ben a Gorkij Irodalmi Intézet hallgatója volt.  
Irodalmi pályafutását 1948-ban, versei publikálásával kezdte, első önálló verseskötete 1958-ban jelent meg. 1962-ben látogatást tett Szamuil Jakovics Marsaknál, a kor ismert költőjénél, aki kritikusan értékelte költészetét. Ugyanebben az évben kezdte meg fantasztikus munkáinak közlését ukrán nyelven. E történetek első gyűjteménye 1963-ban jelent meg.
Első, orosz nyelven kiadott gyűjteményes kötete 1964-ben került az olvasók elé Тайна одной лаборатории (Egy laboratórium titka) cím alatt. Két fantasztikus regényt is publikált ebben az időben, a Кроки в нескінченності (Lépések a végtelenbe) egy csillagközi űrhajó útjáról szól, amelyben csupán a személyzet és egy csoport biorobot tartózkodik, valamint a Найтаємничіше вбивство (Egy titokzatos gyilkosság) című alkotást, amelyben a fantasztikus elemeket a detektívregények elemeivel keverte. 
Csaknem száz fantasztikus novellát is kiadott, irodalomkritikusok véleménye szerint Mihanovszkij életműve tipikus példája az 1960-as–1980-as évek szovjet tudományos-fantasztikus irodalmának. A sci-fi írások mellett további versesköteteket is megjelentetett. Az 1990-es évek elejétől több bűnügyi, illetve kalandregényt is írt, valamint egy történeti munkát a Szovjetunió légierejének történetéről. Jelentős fordítói tevékenysége is, számos kazah, komi, mongol, türkmén, üzbég, csuvas, perzsa, ukrán és zsidó író munkáját fordította oroszra. Több film forgatókönyvének szerzője.
Magyarul egyetlen novellája jelent meg A vendég (Гость) címmel, a Galaktika 13. számában, 1975-ben.

## Fordítás
- Ez a szócikk részben vagy egészben  a(z)   Михановський Володимир Наумович című ukrán Wikipédia-szócikk ezen változatának fordításán alapul.  Az eredeti cikk szerkesztőit annak laptörténete sorolja fel. Ez a jelzés csupán a megfogalmazás eredetét és a szerzői jogokat jelzi, nem szolgál a cikkben szereplő információk forrásmegjelöléseként.